# Eburodacrys catarina
Eburodacrys catarina är en skalbaggsart som beskrevs av Maria Helena M. Galileo och Martins 1992. Eburodacrys catarina ingår i släktet Eburodacrys och familjen långhorningar. Inga underarter finns listade i Catalogue of Life.